# NGC 4160
NGC 4160 је ознака објекта на координатама са ректансцензијом 12h 12m 11,6s и деклинацијом + 43° 44" 18'. Открио га је Гијом Бигурдан, 27. маја 1886. Каснијим посматрањима на том положају није уочен никакав астрономски објекат.